# Distretto di Mueang Sa Kaeo
Il distretto di Mueang Sa Kaeo (in thailandese: เมืองสระแก้ว) è un distretto (amphoe) della Thailandia, situato nella provincia di Sa Kaeo, della quale è il capoluogo.